# Ilmtal-Weinstraße
Ilmtal-Weinstraße är en kommun i Landkreis Weimarer Land i förbundslandet Thüringen i Tyskland.
Kommunen bildades den 31 december 2013 genom en sammanslagning av de tidigare kommunerna Liebstedt, Mattstedt, Niederreißen, Niederroßla, Nirmsdorf, Oberreißen, Oßmannstedt, Pfiffelbach och Willerstedt. Den 1 januari 2019 uppgick kommunerna Kromsdorf, Leutenthal och Rohrbach i Ilmtal-Weinstraße.